# 枣临铁路
枣临铁路，起于京沪铁路的井亭站和枣庄西站，利用既有的薛枣支线，在临沂朱保站与兖石铁路相连接，沿途设洪洼站、山家林站、邹坞站、枣庄东站、税郭站、兰陵西站（原新兴站）、兰陵北站（原苍山站）、大仲村站（原薛南站），为国家II级单线电气化客货运铁路，正线全长119.51公里，设计时速为120千米/小时，以货运为主，兼营客运，在税郭站有连接十里泉发电厂的支线铁路。枣临铁路建成之后，将是枣庄的煤运的最便利出海口，也是联系鲁南地区和胶东半岛最便利的线路。
业主枣临铁路有限责任公司，其中铁道部占70%、枣庄矿业集团占24%、日照港占3%、枣庄市政府占2%、临沂市政府占1%。

## 建成通车
2012年11月29日，电气化列车55666次从临沂车务段朱保车站缓缓驶出，标志着枣庄至临沂铁路正式通车。

### 开办客运
目前（2018年9月）开行3对经由枣临铁路的列车，分别是温州至青岛北K1050/1051、K1052/1049次列车一对，枣庄西至临沂一对，枣庄西至日照一对。

## 远景规划
按照铁道部远景规划，枣临铁路还将跨微山湖继续西延，经鱼台、单县北、成武南，在曹县与京九铁路交汇，然后与陇海线的兰考站对接，构成山东铁路四纵四横的最南的横线。